# Mannschaftszug
Als Mannschaftszug bezeichnet man ein Verfahren der Spaltenbergung, also der Rettung eines Bergsteigers aus einer Gletscherspalte.
Beim Begehen eines Gletschers mit Spalten ist es ratsam, in einer Seilschaft von 2 bis zu 6 Personen zu gehen.
Eine Spaltenbergung im Mannschaftszug erfolgt durch Ziehen der gesamten Mannschaft am Seil. Dadurch wird der Gestürzte ohne zusätzliche Maßnahmen wieder herausgezogen. Dies erfordert in der Regel mindestens drei, besser vier Personen an einem Seil.
Es ist jedoch große Vorsicht geboten, denn der in der Spalte befindliche Bergsteiger kann von den Rettern beim Heraufziehen aus der Spalte an den Spaltenrand gedrückt und schwer verletzt werden (Thoraxverletzungen durch Kompression am Spaltenrand).
Um ein weiteres Einschneiden des Seiles in den Schnee zu vermeiden, muss am Spaltenrand ein Eispickel unter das Seil gelegt werden. Es muss ein Kommandogeber (der Erste im Seil nach dem Verunfallten) die Kommandos geben, der Seilzug muss sanft und geordnet erfolgen. Der Kommandogeber muss den Ziehenden das Kommando „Seil um einen Meter ziehen“ beziehungsweise sobald der Verunfallte in die Nähe der Spaltenkante gezogen wird „Seil um einen halben Meter ziehen“ geben.